# Россажа
Россажа (Россожа) — река в Смоленской области, левый приток Сожа. Длина 24 километров. Площадь водосбора 135 км².
Исток расположен возле посёлка Пересна Починковского района Смоленской области. Общее направление течения на запад. Река пересекает дорогу Смоленск — Рославль. На берегах Россажи расположены деревни Васильево, Лазарево, Быково, Крокодиново, Макшеево, Обухово и несколько уже опустевших деревень.
В Россажу впадают несколько безымянных ручьёв.